# Директива 2006/66/EC
Директива 2006/66/EC, также известна как Директива «о батарейках и аккумуляторах и отходах батареек и аккумуляторов» (англ. The Directive 2006/66/EC of the European Parliament and of the Council of 6 September 2006 on batteries and accumulators and waste batteries and accumulators and repealing Directive 91/157/EEC) — нормативный акт, которым регулируется порядок использования и утилизации батареек и аккумуляторов. Документ был принят 6 сентября 2006 года Европарламентом и Советом Европейского союза и вступил в силу 26 сентября 2006 года. Принятие Директивы 2006 года отменило действие предыдущего документа — Директивы Совета о батарейках и аккумуляторах 91/157/EЭC от 18 марта 1991 года.

## История создания
Директива 91/157/ЕЭС Совета ЕС от 18 марта 1981 года о батарейках и аккумуляторах, содержащих определённые опасные вещества была призвана сблизить законодательства государств — членов ЕС в этой области. Однако, несмотря на новаторство идеи, цели данной Директивы не были полностью достигнуты. 30 июля 1996 года Генеральный Директорат по коммуникациям Европейской Комиссии разработал руководящие принципы, регулирующие будущие отношения в сфере утилизации отходов. В задачи входило сокращение количества вредных веществ в отходах. В дальнейшем в Резолюции Совета ЕС от 25 января 1998 года о программе действий «Сообщества по борьбе с загрязнением окружающей среды кадмием» был сделан акцент на ограничение использования этого химического элемента с целью защиты здоровья человека и окружающей среды от вредного влияния. Решением 1600/2002/ЕС от 22 июля 2002 года Европейский парламент и Совет ЕС утвердили «Шестую программу действий сообщества по вопросам защиты окружающей среды» и пришли к выводу, что Директиву 91/157/ЕЭС следует пересмотреть и заменить.
В отличие от Директивы 91/157/ЕЭС Совета ЕС от 18 марта 1981 года новая Директива 2006/66/EC расширила круг элементов в аккумуляторах, которые признаны опасными для потребителей и окружающей среды. Помимо ртути, кадмия и свинца, что были закреплены в документе от 1981 года, в новую редакцию были добавлены никель, медь, цинк, марганец и литий.

## Характеристика документа

### Структура
- Преамбула (Whereas, состоит из пунктов 1-30);
- Статья 1-30 (Articles 1-30);
- Приложение I. Контроль за соблюдением целей сбора, закреплённых в статье 10 (Annex I Monitoring of compliance with the article 10 collection targets);
- Приложение II. Символы для батарей, аккумуляторов и батарейных блоков для раздельного сбора (Annex II Symbols for batteries, accumulators and battery packs for separate collection);
- Приложение III. Подробные правила по обработке и переработке (Annex III Detailed treatment and recycling requirements)[9].

### Задачи
Положения Директивы 2006/66/EC подразумевают запрет на сбыт батареек и аккумуляторов, которые содержат опасные вещества. Также ими регулируются стандарты и меры направленные на сбор и переработку, а также маркировку опознавательными символами и знаками батареек и аккумуляторов, которые указывают на химическое содержание, если используются свинец, ртуть или кадмий. В документе говорится о запрете на продажу батареек с вместимостью более чем 0,0005 % ртути и 0,002 % кадмия. Содержание свинца в батарейках любых типов больше не ограничено. Данная директива направлена на улучшение экологического состояния окружающей среды, а также безопасности для здоровья производителей, дистрибьюторов и конечных пользователей батареек и аккумуляторов, а также участников процесса сбора, обработки и утилизации отработанного материала. Ответственность за нарушение норм и надлежащее качество ложится на производителей батареек и аккумуляторов.

## Реализация на практике

#### Германия
Значительных результатов в сфере имплементации в национальное законодательство и реализации на практике требований директивы достигла Германия. Показатель сбора использованных батареек составляет около 90 %. Из этого количества половина перерабатывается, а оставшаяся половина складируется. Установка контейнеров для сбора отработанных батареек стала обязательной во всех местах продажи. Для мотивации населения к сдаче, государство учредило скидку при покупке новых аккумуляторов. Помимо поощрения, были учреждены и санкции за выброшенные в мусорный бак батарейки — штраф в 300 евро.